# 三木慰子
三木 慰子（みき やすこ、1958年 - ）は、日本の国文学者、大阪青山大学教授。
大阪府豊中市生まれ。梅花高等学校卒、1980年梅花女子大学文学部日本文学科卒、1986年甲南女子大学大学院文学研究科国文学専攻博士後期課程標準修業年限修了。1993年大阪青山短期大学専任講師、2003年助教授、2012年大阪青山大学教授。専攻は近世俳諧。夫・三木健司（タケシ）は1954年京都市生まれ。同志社大学文学部英文学科卒業、梅花高校教諭を務めるが1987年33歳で脳梗塞に倒れ、闘病の末復職、2009年退職。

## 著書
- 『風徳編「芭蕉文集」の研究』和泉書院 1992
- 『錦江「奥細道通解」の研究』和泉書院 1999
- 『蛙の大冒険 芭蕉から幼児教育にジャンプする』文芸社 2007
- 『写メ俳句 心トレ、その実践と考察』文芸社 2012

### 共編著
- 芭蕉著 波静編『影印「甲子吟行」付古注翻刻集』弥吉菅一共著 明治書院 1991
- 風国編『泊舩集』編 和泉書院影印叢刊　1995
- 『野ざらし紀行 英訳とその研究』三木健司共著 教育出版センター 1996
- 『俳句童話集 英語訳付き』三木健司共編・訳 文芸社 2003
- 『「野ざらし紀行」古註集成』編 和泉書院 2006
- 『梅の木のもとで 病と歩んだ20年の教師生活』三木健司共著 文芸社 2009

## 注
1. ↑  『梅の木のもとで』